# M1 Tank Platoon
M1 Tank Platoon ist eine Panzersimulation von MicroProse aus dem Jahr 1989 für das Betriebssystem DOS, die ein Jahr später für die Heimcomputer Commodore Amiga und Atari ST portiert wurde. Die Militärsimulation kombiniert ein Panzergefecht aus der Egoperspektive mit taktischen Elementen aus der Übersichtsperspektive. 1998 erschien mit M1 Tank Platoon II ein Nachfolger für das Betriebssystem Windows. Am 27. März 2009 wurde das Programm an Interplay Entertainment verkauft.

## Entwicklung
Das Spiel wurde von Arnold Hendrick und Scott Spanburg entwickelt, die Programmierung und Migration für den Amiga übernahm Joe Hellesen. Max Remington III zeichnete die Bildschirmgrafiken. Ken Lagace komponierte die Musik und programmierte die rudimentären Soundeffekte.

## Spielmechanik
Der Spieler übernimmt die Position eines Zugführers mit der Befehlsgewalt über vier US-amerikanische Kampfpanzer vom Typ M1 Abrams. Das Szenario ist ein fiktiver Konflikt gegen die Sowjetarmee in Mitteleuropa. Über eine digitale taktische Lagekarte kann der Spieler assoziierte Einheiten über das Gefechtsfeld befehlen oder die Steuerung eines Panzers in der Position des Kommandanten, Richtschützen oder Fahrers übernehmen. Das Spiel kann folglich teils wie eine Actionsimulation, teils wie ein Strategiespiel gespielt werden.
Der Schwierigkeitsgrad kann in den vier Stufen Second Line Troops, First Line Troops, Veterans und Guards (elite) ausgewählt werden. Im Mission Briefing werden Feindlage, primäre und sekundäre Ziele erläutert. Ein Wetterbericht prognostiziert die Sichtweite und gibt Auskunft über mögliche Luftraumaktivitäten. Als Zugführer ist die Befehlsgewalt auf vier Panzer beschränkt, doch abhängig von der Mission können weitere Unterstützungseinheiten wie Infanterieschützenpanzer M2 Bradley, Artilleriesysteme MLRS und Kampfhubschrauber über die orthogonale taktische Karte befehligt werden. Der Einsatz von Unterstützungskräften umfasst auch Infanterie, die abgesetzt mit Panzerabwehrlenkwaffen vom Typ M47 Dragon in die Panzerschlacht eingreifen können.
Das Gelände ist ein maßgeblicher Siegfaktor, da eine gute Deckung der Panzerwanne überlebenswichtig ist. Besatzungsmitglieder steigen nach überstandener Mission im Dienstgrad und erhalten Erfahrungspunkte, wodurch der Spieler motiviert wird, sein 16-köpfiges Team am Leben zu erhalten. Die Kampagne simuliert den Angriff numerisch überlegener sowjetischer Streitkräfte durch Westdeutschland mit dem Ziel, den Rhein zu überqueren. Die Kampagne startet folglich in der Defensive mit der Herausforderung, mit den technologisch überlegenen Panzerfahrzeugen der NATO die erste Angriffswelle des Warschauer Pakts abzuwehren. Im weiteren erfolgreichen Verlauf wechselt die Initiative und die NATO gerät in die Offensive.

## Technik
Die Umgebung wird in 3D-Vektorgrafik dargestellt. Die DOS-Version unterstützt die Grafikstandards CGA, EGA, VGA und Hercules sowie Soundkarten des Herstellers AdLib. Dem Spiel war eine gedruckte 211-seitige, englischsprachige Bedienungsanleitung und eine Tastaturschablone beigelegt.

## Rezeption
„Insgesamt gibt's an der perspektivisch gut gelungenen und schön detaillierten Grafik nichts auszusetzen. Die schnelle Grafik trägt daher wesentlich zum äußerst kurzweiligen Gameplay bei. Wer sich nicht am kriegerischen Spielablauf stört, findet mit M1 Tank Platoon eine technisch ausgereifte und sehr gut durchdachte Panzersimulation, die lange Freude bereiten wird.“

„M1 Tank Platoon ist sicher nichts für zarte Gemüter, aber es bringt einfach einen Riesenspaß. Technisch gibt's kaum etwas auszusetzen; lediglich ein paar Landschaftsmerkmale mehr hätte ich mir gewünscht. Aber sonst findet der Simulations-Fan alles, was sein Herz begehrt.“

„Das Taktieren auf der gelungenen Karte ist eine wahre Freude, zudem ist die Realitätsnähe des Programms schier unglaublich. […] M1 Tank Platoon ist möglicherweise ein echter Meilenstein der Softwaregeschichte, auf jeden Fall aber die derzeit beste Panzersimulation!“

“Arguably the best armor simulation available on the market. Richly textured and complex, it succeeds more than most of its competition. However, the computer has still not shown itself to be a valid platform for detailed land graphics in a fast-moving environment.”

„Wohl die beste am Markt erhältliche Panzersimulation. Reich texturiert und vielschichtig ist sie erfolgreicher als die meiste Konkurrenz. Allerdings hat sich der Computer immer noch nicht als geeignete Plattform für detaillierte Landschaftsgrafiken in einer sich schnell bewegenden Umgebung bewährt.“